# Sciapus holoxanthos
Sciapus holoxanthos är en tvåvingeart som beskrevs av Octave Parent 1926. Sciapus holoxanthos ingår i släktet Sciapus och familjen styltflugor. Inga underarter finns listade i Catalogue of Life.